# Черепково
Черепко́во (рос. Черепково) — присілок у складі Богородського міського округу Московської області, Росія.

## Населення
Населення — 49 осіб (2010; 54 у 2002).
Національний склад (станом на 2002 рік):
- росіяни — 100 %